# 1930 en architecture
| Années de l'architecture : 1927 - 1928 - 1929 - 1930 - 1931 - 1932 - 1933    |
| Décennies de l'architecture : 1900 - 1910 - 1920 - 1930 - 1940 - 1950 - 1960 |

Cet article présente les faits marquants de l'année 1930 en architecture.

## Réalisations
- avril : le 40 Wall Street (anciennement Bank of Manhattan Trust Building) est achevé et est durant une courte période le plus haut du monde.
- 27 mai : le Chrysler Building à New York construit par William Van Alen, il est durant une courte période le plus haut du monde.
- 27 juin : le Copernicus Center (anciennement Gateway Theatre) construit à Chicago par le cabinet Rapp and Rapp et dont l'architecture s'inspire du palais royal de Varsovie.
- Le Merchandise Mart, construit à Chicago, devient à son achèvement le plus grand bâtiment du monde en termes de surface.
- Le Karl-Marx-Hof est construit à Vienne par Karl Ehn (immeuble massif de près de 800 mètres de long).
- Le Corbusier construit le pavillon suisse de la cité universitaire de Paris.
- Pier Giulio Magistretti (it), palais Bolchini à Milan en Italie.

## Événements
- 5 août : l’architecte Ludwig Mies van der Rohe prend la tête de l’école du Bauhaus[1].
- Le Corbusier propose le « Plan Obus » pour la ville d'Alger.

## Récompenses
- Royal Gold Medal : Percy Scott Worthington.
- Prix de Rome : Achille Carlier premier grand prix ; Noël Le Maresquier second grand prix.

## Naissances
- 1er septembre : Charles Correa.
- Kenneth Frampton.

## Décès
- x